# 眼龍義治
眼龍 義治（がんりゅう よしはる、1937年-）は、富山県高岡市出身の作曲家。

## 来歴
高校生のころから作曲家を志して、東京音楽大学の前身東洋音楽短期大学を経て東京藝術大学作曲科を卒業。作曲は池内友次郎、島岡譲、三善晃、指揮法を渡邉暁雄、筝・三味線を上木康江に師事した。またアラン・ホヴァネスのアシスタントとして渡欧したこともある。31年間、尚美学園大学作曲科の教鞭を取った後、現在江原学園・東京音楽療法専門学校・東京ピアノ調律アカデミーで教える。作風は仏教的なものをテーマにした邦楽作品が多い。1999年から2004年までは、NPO法人邦楽教育振興会に所属した。趣味は茶道（裏千家）、剣道、弓道、スキー、写真と多岐に渡る。

## 主な楽曲
- 音生姫と瑠璃女のものがたり
- 立山の賦－大伴家持に寄す－
- 塩梅
- いのり
- 郷愁